# Tokyo Dome
Tokyo Dome (東京ドーム Tōkyō Dōmu) é um estádio de 55 mil assentos localizado em Bunkyo, Tóquio, Japão. É a casa do time de beisebol Yomiuri Giants, e já sediou dentre outros partidas de futebol americano, kickboxing e eventos musicais (o mais famoso deles sendo o Live Earth em 2007). Também é sede do Hall da Fama de Baseball Japonês. Começou a funcionar em 17 de março de 1988 e foi construído próximo ao também famoso Kōrakuen Stadium. Em suas proximidades se encontra a Cidade Tokyo Dome, que abriga um parque de diversões e foi construída no local do antigo Kōrakuen Stadium.

## Música

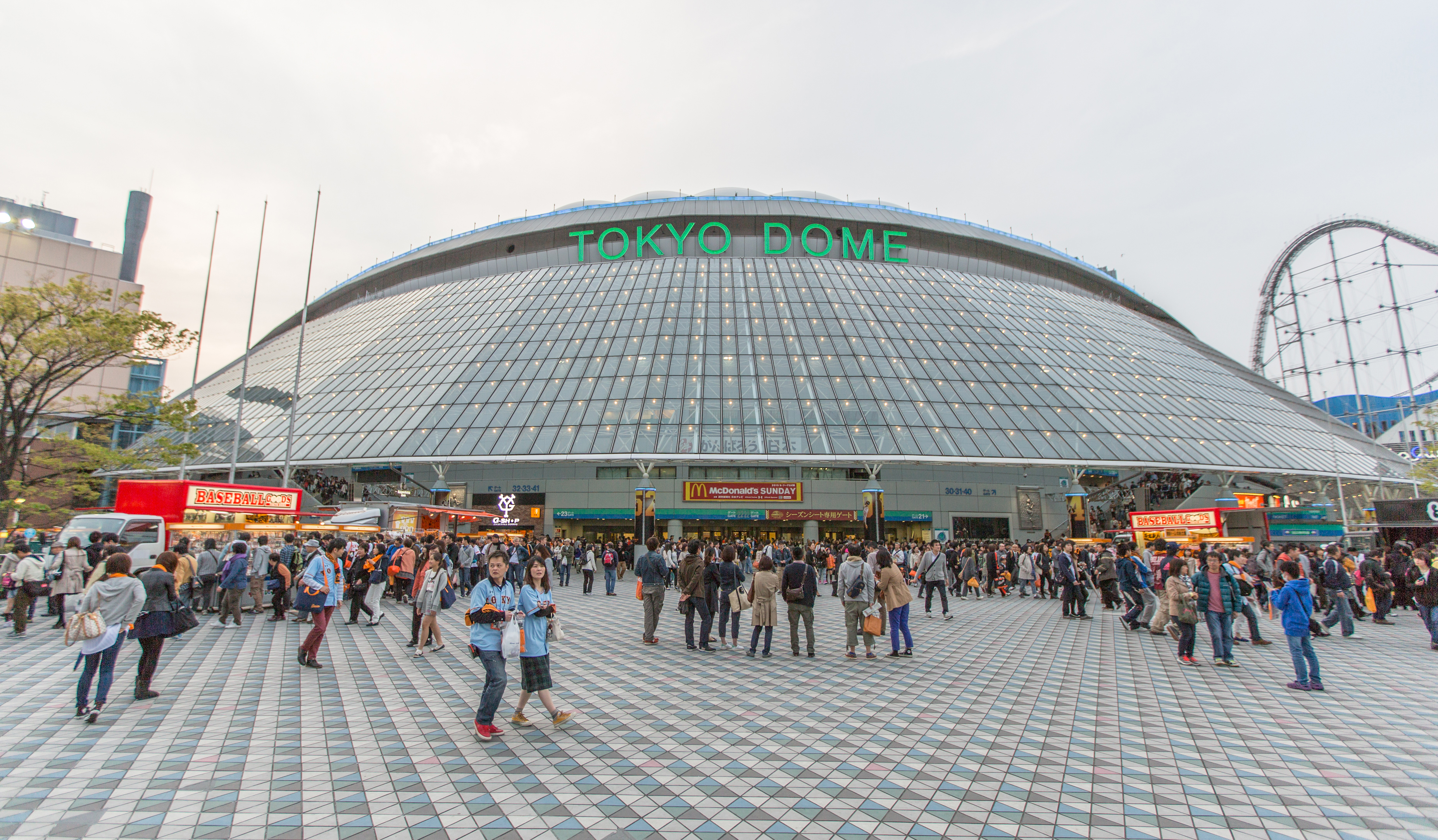
Tokyo Dome

A partir de 1992, o X Japan começou a tradição de fazer anualmente um megashow no estádio. O último show da banda com o guitarrista hide, The Last Live, também foi realizado no estádio.
A famosa cantora japonesa, Koda Kumi também se apresentou duas vezes: uma em 2007, com o encerramento da turnê do álbum Black Cherry, e a outra em 2010, com um show comemorando seus 10 anos de carreira. Bandas japonesas como B'z, Boøwy, Buck-Tick, Glay, L'Arc~en~Ciel, Luna Sea, Sid, the GazettE, Versailles (banda), Plastic Tree, Hatsune Miku, BABYMETAL, ONE OK ROCK e vários grupos da agência Jonhy's Jimusho (SMAP, ARASHI, KAT TUN etc) e artistas internacionais como Madonna, Beyoncé, Taylor Swift, Mariah Carey, Britney Spears, Rihanna, t.A.T.u., Linkin Park, Avril Lavigne e Guns N' Roses também se apresentaram no estádio.
TVXQ, um grupo coreano,  teve suas performances no Tokyo Dome por duas noites seguidas, em 4 de julho e 5 de 2009, tonando-se o primeiro grupo asiático não-japonês a realizar tal feito no estádio.
De abril de 14 a dia 16, TVXQ realizou sua 'TVXQ Live Tour 2012 -. TONE. Anteriormente, os únicos artistas estrangeiros a terem feito shows por três dias consecutivos no Tokyo Dome foram Michael Jackson e os Backstreet Boys. TVXQ tornou-se o terceiro nome na lista.
O estádio ficou internacionalmente conhecido por ser palco da gravação do DVD da turnê Use Your Illusion Tour da banda norte-americana de hard rock Guns N' Roses em 1992.
O grupo coreano JYJ formado por Kim Jaejoong, Xia Junsu e Park Yoo-chun, ex membros do TVXQ já se apresentaram 2 vezes no lugar. Uma em 2010 com o "THANKSGIVING concert" com duas noites e em 2013 com o concerto "THE RETURN OF JYJ" com três noites.
Porém, quem mais se apresentou no local foi o famoso cantor e compositor americano Michael Jackson que se apresentou no local mais do que qualquer outro artista ou banda, num total de 21 shows. Os primeiros nove deles foram em 1988, durante a Bad World Tour, turnê de Jackson na época, em que ele se apresentou para um total de mais de 500 mil pessoas nos dias 9, 10, 11, 17, 18, 19, 24, 25 e 26 de Dezembro daquele ano. Quatro anos depois, em 1992, durante a sua Dangerous World Tour, o famoso cantor voltou a se apresentar no Tokyo Dome, dessa vez com oito shows nos dias 12, 14, 17, 19, 22, 24, 30 e 31 de Dezembro. Os quatro últimos shows (totalizando 21), foram realizados em 1996, durante a turnê seguinte do cantor, a HIStory World Tour, nos dias 12, 15, 17 e 20 de Dezembro. Estima-se que, no total, mais de 1 milhão de pessoas viram esses 21 shows do cantor na capital japonesa.
Em 2007, Rain se tornou o primeiro artista solo sul-coreano a realizar um show no Tokyo Dome, atraindo 40.000 fãs. Em maio de 2012, o Super Junior se apresentou com o Super Show 4, reunindo 110.000 pessoas. Em dezembro do mesmo ano, o grupo BIGBANG se apresentou como parte de sua turnê "BIGBANG Alive Tour - Special Final in Dome" e vendeu 55.000 ingressos. Em 6 de janeiro de 2013, Kara se tornou o primeiro grupo feminino sul-coreano a se apresentar no Tokyo Dome com seu concerto "Karasia 2013 Happy New Year in Tokyo Dome" esgotando todos os 45.000 ingressos para o show em menos de 5 minutos.
Em 20 e 21 de abril de 2013, o grupo 2PM realizou sua primeira turnê no Tokyo Dome, intitulado "Legend of 2PM in Tokyo Dome", como a conclusão de sua segunda turnê japonesa, Arena Tour 2013 "Legend of 2PM". TVXQ performou no local por três dias consecutivos de 15 a 17 de junho de 2013 como parte de sua "TVXQ! World Tour Catch Me", incluindo Nagoya Dome, Osaka Dome, Fukuoka Dome, e Sapporo Dome. Foi a segunda vez que a dupla realizou um concerto de três dias consecutivos no Tokyo Dome após sua "TVXQ Live Tour 2012 - TONE". Em dezembro de 2013, o BIGBANG se apresentou no Tokyo Dome por três dias consecutivos, em 19 a 21 de dezembro, vendendo todos os 165.000 bilhetes do concerto. Em 9 de dezembro de 2014, o grupo feminino Girls' Generation se apresentou no Tokyo Dome, onde compareceram 55.000 fãs.
Do dia 14 à 15 de março de 2015, o grupo sul-coreano SHINee se apresentou no Tokyo Dome, com os ingressos para ambos dias se esgotando e totalizando um público de 110 mil pessoas. Em maio, Taylor Swift se apresentou em dois concertos durante a 1989 World Tour, reunindo 110 mil pessoas. Como parte da turnê “The EXO’luXion”, EXO se apresentou para 145.000 fãs no Tokyo Dome de 6 a 8 de novembro, quebrando o recorde de menor quantidade de tempo desde a estreia para realizar um concerto neste local da época. No ano seguinte, EXO realizou mais dois concertos no local como parte da turnê “The EXO’rDIUM”. Seu recorde foi quebrado no ano seguinte pelo grupo iKON, que, com apenas um ano e oito meses de carreira, realizou shows no local.